# Claudius (Hamlet)
Pour les articles homonymes, voir Claudius.

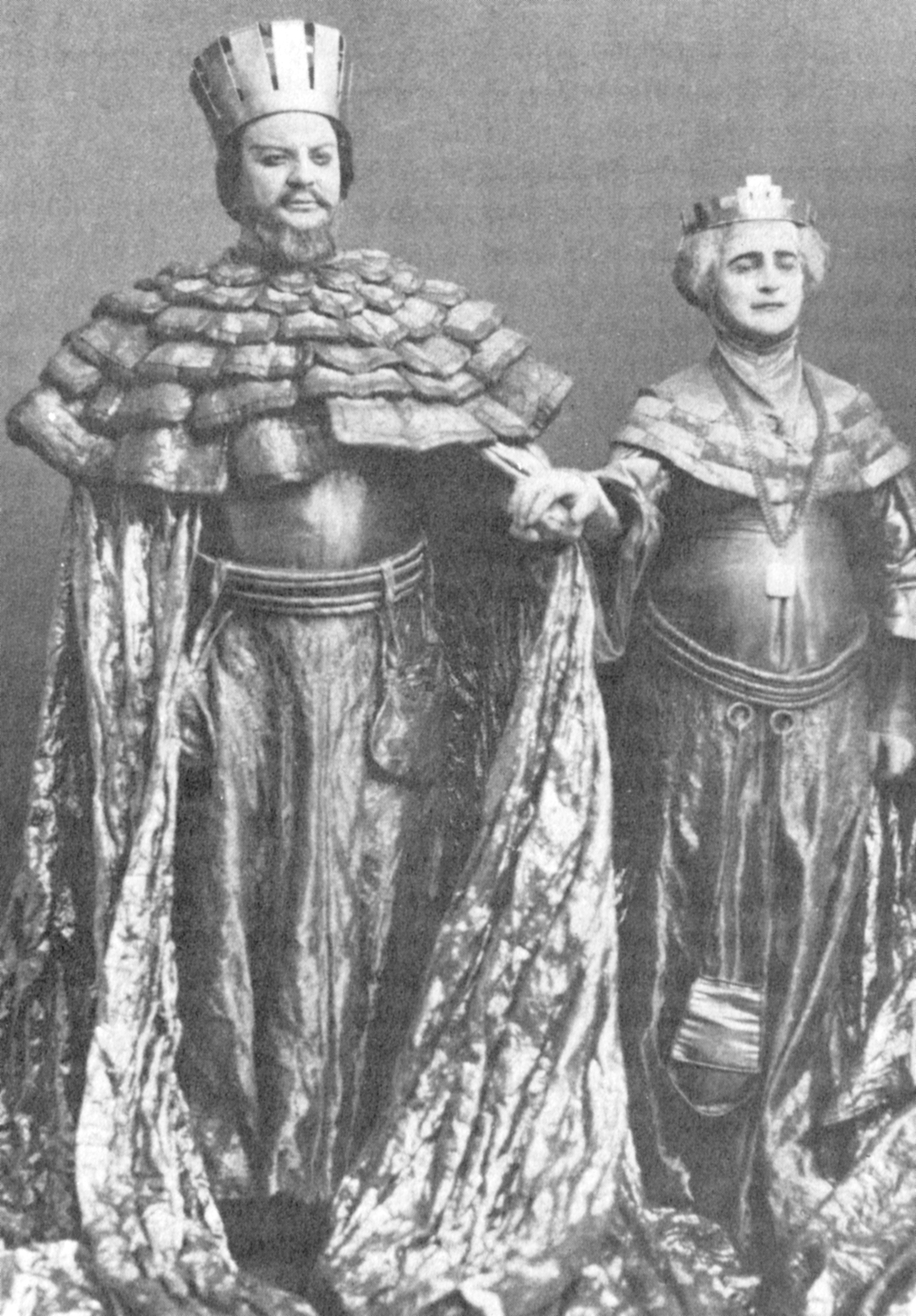
Nikolai Massalitinov et Olga Knipper dans Hamlet en 1911.

Dans Hamlet, Claudius est l'oncle du prince Hamlet et le roi meurtrier, assassin de son frère.